# D715/716次列车
D715/716次列车是中国铁路运行于首都北京至江苏省会南京之间的一对夕发朝至动车组列车，自2019年1月23日起開行，現由上海局集團南京客运段负责客运任务。列车使用复兴号CR200J型电力动车组，沿京沪铁路运行，途经北京、天津、河北、山东、安徽和江苏四省兩市，全程1153千米。其中北京南站至南京站运行9小时31分，使用车次为D715次；南京站至北京南站运行9小时19分，使用车次为D716次。

## 列车编组
D715/716次列车采用复兴号CR200J型电力动车组，列车采用动力集中式技术，共有2節動力車和16节车厢，最高运营速度达160km/h。列车设有二等臥车（WE）6辆、二等座車（ZE）2輛、二等座車／餐車（ZEC）1輛、一等臥车（WY）7辆。
| 车厢编号 | M1     | 1-6         | 7-8         | 9                  | 10-16       | M2     |
| 车型     | 動力車 | WE 二等臥车 | ZE 二等座车 | ZEC 二等座車／餐車 | WY 一等臥车 | 動力車 |

## 时刻表
- 数据截至2019年12月30日。

| D715次 | D715次 | D715次 | D715次 | 停靠站 | D716次 | D716次 | D716次 | D716次 |
| 里程   | 天数   | 到点   | 开点   | 停靠站 | 到点   | 开点   | 天数   | 里程   |
| ------ | ------ | ------ | ------ | ------ | ------ | ------ | ------ | ------ |
| 0      | 当日   | —      | 22:44  | 北京南 | 06:48  | —      | 次日   | 1153   |
| 805    | 次日   | 05:17  | 05:19  | 徐州   | ↑      | ↑      | 次日   | –      |
| 969    | 次日   | 06:39  | 06:41  | 蚌埠   | 23:01  | 23:03  | 當日   | 184    |
| 1153   | 次日   | 08:15  | —      | 南京   | —      | 21:29  | 当日   | 0      |